# 2044
2044 — високосний рік за григоріанським календарем, що розпочинається в п'ятницю.

## Очікувані події
- 18 травня — Поряд з Землею пройде об'єкт 2002 QF15.
- 6 червня — заплановано відкриття капсули в меморіалі Normandy American Cemetery and Memorial.
- 23 серпня — відбудеться повне сонячне затемнення, що можна буде спостерігати на території від штату Монтана до штату Північна Дакота в США.
- Відбудуться Літні Олімпійські ігри